# SE Eivissa

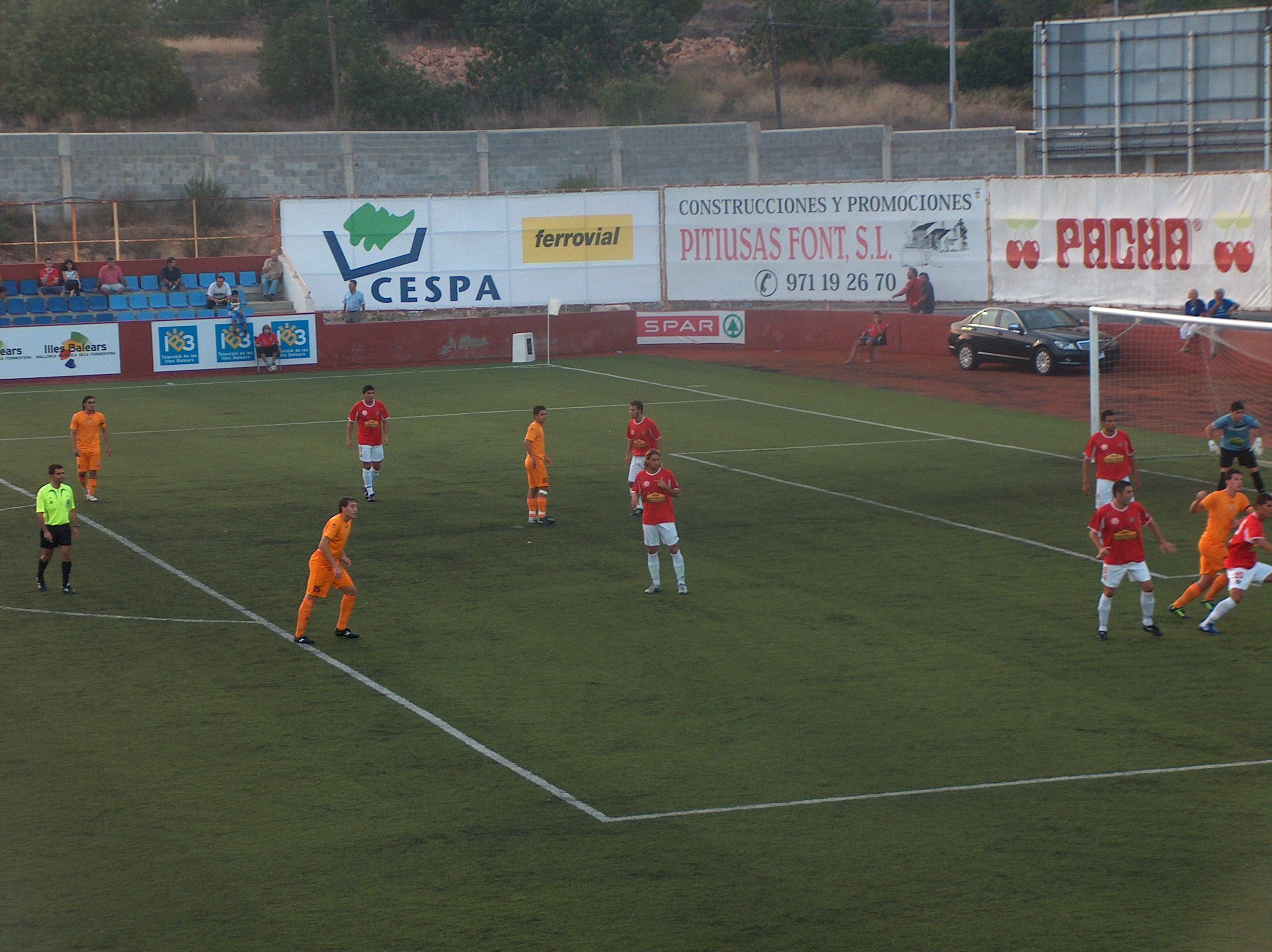
Wedstrijd tegen Alacant, aug 2007

SE Eivissa was een Spaanse voetbalclub uit Ibiza op het eiland Ibiza van de Balearen. De club werd tijdens de maand mei 2010 failliet verklaard met een schuld van 1 miljoen euro.
De club speelde in het Estadio Municipal de Can Misses in Ibiza-stad.

## Historie
SE Eivissa is pas sinds 1998 actief in het Spaanse profvoetbal en speelde tot en met het seizoen 2006/07 in de Tercera División. In dat seizoen won de club zowel het kampioenschap als de play-offs en mocht zodoende uitkomen in de Segunda División B. In 2009 degradeerde de club en door een administratieve straf zakte ze zelfs naar de Preferente. In 2010 ging de ploeg failliet.
Een opvolger van de ploeg was UD Ibiza, dat in 2015 opgericht werd.

## Gewonnen prijzen
- Tercera División: 2006/07